# معركة نهر كالكا
معركة نهر كالكا أول معركة حدثت بين الروس والمغول حدثت في عام 1223 قرب نهر كالكا كان الروس بقيادة مستيسلاف رومانوفيتش مستيسلاف الثاني ودانيال ملك غاليسيا وكان المغول بقيادة سوبوتاي وجبه نويان،استمرت المعركة لمدة ثمان أيام تمكن بعدها المغول من الانتصار على الروس، قُتل 12 أميرًا روسيًا في المعركة.
.